# キリシタン殉教記念公園
キリシタン殉教記念公園（キリシタンじゅんきょうきねんこうえん）は、大分県大分市葛木にある公園である。

## 概要
豊後国（現在の大分県）は、安土桃山時代に領主であった大友義鎮（宗麟）の保護の下、 キリスト教が目覚ましく発展し、最盛期には3万人を超えるキリシタンがいたと言われる。
1612年（慶長17年）に幕府直轄領にキリシタン禁教令が出され、翌年に全国に拡大されると、豊後国でも厳しい取締りが行われた。1659年（万治2年）からの豊後露見（豊後崩れ、万治露見とも）では、豊後国内で1,000人を超える殉教者が出たとされる。キリシタン殉教記念公園がある葛木では、約200名が殉教したとされる。
キリシタン殉教記念公園は、1960年（昭和35年）6月に、カトリック信徒であった当時の大分市長上田保が中心となって、大分県下の殉教者の信仰を偲び、その霊を慰めるために、最も多くの殉教者を出し、獄門原（ごくもんばる）と呼ばれた葛木に整備されたものである。なお、経費は九重町の足立正平翁によって賄われた。公園内には、北村西望によるキリシタン殉の地の碑が建てられている。

## 交通
- 大分バス 殉教公園前停留所下車、徒歩約2分